# منتخب ساحل العاج لكرة القدم الشاطئية
منتخب ساحل العاج لكرة القدم الشاطئية (بالفرنسية: Équipe de Côte d'Ivoire de football de plage)‏ ، وتسمى رسمياً منتخب كوت ديفوار لكرة القدم ، وهي منتخب وطني لكرة القدم في ساحل العاج ، شاركت في بطولة كأس العالم لكرة القدم الشاطئية السنوية مرة واحدة عام 2009 ، وحل وصيفا لبطولة كأس أفريقيا لكرة القدم الشاطئية في نفس السنة.

## مصدر
1. ↑  FIFA Beach Soccer World Cup: Côte d'Ivoire - Statistics - FIFA.com نسخة محفوظة 04 مارس 2016 على موقع واي باك مشين.